# Muriel Draper
Muriel Draper (c. 1886 - 26 de agosto de 1952) fue una escritora, artista y activista estadounidense.

## Trayectoria
Se movió en círculos artísticos ingleses y estadounidenses, participando en el Renacimiento de Harlem. Fue seguidora del místico ruso George Gurdjieff, colaboró con otros seguidores, entre ellos el poeta Jean Toomer. En 1929 publicó su obra principal Música a medianoche, por la que se hizo ampliamente conocida.
Después de un viaje a la Unión Soviética en 1934, se involucró más en la política progresista. También visitó España durante la guerra civil y posteriormente recaudó fondos para el bando republicano en Nueva York. De 1937 a 1938, presentó el programa de radio It,s a Woman's World, donde habló sobre política y arte, incluido el musical The Cradle Will Rock de Marc Blitzstein. Fue una activista por la paz, la amistad entre Estados Unidos y la Unión Soviética, los derechos de las mujeres y los derechos y libertades civiles.
En 1949, fue investigada por el Comité de Actividades Antiamericanas de la Cámara de Representantes, pero continuó su activismo, pronunciando discursos en una reunión de la Federación Democrática Internacional de Mujeres en Moscú y en una Conferencia de Mujeres por la Paz en Nueva York ese mismo año. Sus documentos están guardados en la Universidad de Yale. Fue miembro de la Federación Democrática Internacional de Mujeres y su afiliado estadounidense, el Congreso de Mujeres Estadounidenses, del que fue presidenta en 1949. Fue miembro fundador del Consejo Nacional de Amistad entre Estados Unidos y la Unión Soviética, presidenta del Comité de Mujeres y más tarde su Secretaria Ejecutiva. Su hijo, el coreógrafo Paul Draper, estuvo en la lista negra durante un tiempo debido a las afiliaciones de su madre. El otro hijo de Muriel, Raimund Sanders Draper, murió como miembro de la Royal Air Force en la Segunda Guerra Mundial.